# Paradelphomyia (Oxyrhiza) dolonigra
Paradelphomyia (Oxyrhiza) dolonigra is een tweevleugelige uit de familie steltmuggen (Limoniidae). De soort komt voor in het Oriëntaals gebied.